# چهره فرشته کوچک
چهرهٔ فرشته کوچک (اسپانیایی: Carita de ángel‎) یک تله‌نوولا مکزیکی برای کودکان است که در سال ۲۰۰۰ از تله‌ویسا پخش شد.

## گزیدهٔ بازیگران
- لیبرتاد لامارکه
- سیلویا پینال
- خواکین کوردرو
- مارگا لوپز
- داوید اوستروسکی
- گابریل سوتو
- گوستاوو روخو
- اوخنیو دربس
- مارلن فاولا
- کتی باربری
- لیتسی دومینگس